# Lagardiolle
 Lagardiolle  es una población y comuna francesa, ubicada en la región de Mediodía-Pirineos, departamento de Tarn, en el distrito de Castres y cantón de Dourgne.

## Demografía
| 244 | 210 | 187 | 200 | 228 | 233 |
| Para los censos de 1962 a 1999 la población legal corresponde a la población sin duplicidades (Fuente: INSEE [Consultar]) |     |     |     |     |     |